# 5138 Gyoda
5138 Gyoda (1990 VD2) là một tiểu hành tinh vành đai chính được phát hiện ngày 13 tháng 11 năm 1990 bởi Hioki và Hayakawa ở Okutama.